# Erich Bachem
Erich Bachem (Mülheim an der Ruhr, 1906. augusztus 12. – Mülheim an der Ruhr, 1960. március 25.) német mérnök.

## Élete
Erich Bachem rajnai katolikus kereskedőcsaládba született; apja gyógyszerészként dolgozott Mülheim an der Ruhrban. Miután 1925-ben elvégezte szülővárosa állami gimnáziumát, gépészmérnöki tanulmányokat kezdett a Stuttgarti Alkalmazott Tudományok Egyetemén.
A mérnöki diploma megszerzése és egy berlini kitérő után, ahol repülőmérnöki mesterképzést végzett, 1933-ban a kasseli székhelyű Fieseler-Werke repülőgépgyártó műszaki igazgatójaként helyezkedett el. 1937. július 26-án kérte felvételét az Nemzetiszocialista Német Munkáspártba, és visszamenőleges hatállyal ugyanezen év május 1-jétől vették fel. 1938-ban Bachem lett a fejlesztési osztály vezetője. Szerzőként is nevet szerzett magának a vitorlázórepülésről szóló tankönyvével és a repülőgépről, a jövő tömegközlekedési eszközéről szóló kiadványával. Bachem ebben az időben tervezte az egyik első kempingutánfutót, melynek az Aero-Sport nevet adták, melyet a Kirchheim unter Teck-i Wolf Hirth vitorlázórepülőgép-gyártó cég épített elsősorban rétegelt lemezből. Bachem 1942-ig a Fieseler műszaki igazgatója volt, majd 1942 februárjában a würtembergi Waldsee-ban megalapította a Bachem-Werke GmbH nevű, repülőgépipari pótalkatrészek beszállításával foglalkozó vállalatot.
1944-ben az SS-nek megtervezte a Bachem Ba 349 Natter függőlegesen felszálló, személyzettel ellátott rakétarepülőgépet. 1945. március 1-jén az első és egyetlen személyzetes tesztrepülés Lothar Sieber pilóta halálával ért véget.
Bachem 1947–1948 során Dánián és Svédországon keresztül elhagyta Németországot, hogy Argentínában telepedjen le. Ezt valószínűleg azért tette, hogy megszökjön az amerikai ügynökök elől, akik őt és Wernher von Braun csapatát a Borús művelet során az Egyesült Államokba akarták menekíteni. Bachem Argentínában többek között egy gitárgyárat építtetett.

### Ruhrthaler Maschinenfabrik Schwarz & Dyckerhoff
Bachem 1952-ben visszatért Németországba, ahol apósa, Heinrich Wilhelm Schwarz Ruhrthaler Maschinenfabrik Schwarz & Dyckerhoff GmbH nevű, mülheimi székhelyű vállalatának műszaki igazgatója lett. Itt kifejlesztette a Ruhrthaler Vollsicht modern áramvonalas bányamozdonyt, illetve számos különböző egyéb bányagépet és vonali dízelmozdonyt. Ezt a pozíciót egészen 1960-ban bekövetkezett haláláig töltötte be.

### Eriba
1957-től Erwin Hymerrel a Hymer vállalatnak több, Eriba (Erich Bachem, vagy felesége után Erika Bachem) márkanév alatt árult kempingutánfutókat tervezett. A Hymer a francia piacon is forgalmazott egy Eriba típusnevű kempingutánfutót.
Bachem 1960. március 25-i halála után özvegye, Erika az Eriba-Werke társtulajdonosa lett. Erika Bachem 1978-ban Mülheim an der Ruhrban halt meg.

## Kiadványai
- Die Praxis des Leistungs-Segelfliegens, Volckmann, Berlin-Charlottenburg 1932, 2. bővített kiadás, 1936
- Das Problem des Schnellstfluges, Franckh, Stuttgart, 1933
- Társszerző: Probleme aus der astronautischen Grundlagenforschung, szerkesztette Heinz H. Koelle, 1952

## Fordítás
- Ez a szócikk részben vagy egészben  az   Erich Bachem című német Wikipédia-szócikk ezen változatának fordításán alapul.  Az eredeti cikk szerkesztőit annak laptörténete sorolja fel. Ez a jelzés csupán a megfogalmazás eredetét és a szerzői jogokat jelzi, nem szolgál a cikkben szereplő információk forrásmegjelöléseként.